# Metridiochoerus
Metridiochoerus és un gènere extint de súid que visqué a Àfrica durant el Pliocè i el Plistocè.

## Descripció
Metridiochoerus era un animal gros que mesurava 1,5 metres de llarg, semblant a un facoquer gegant. Tenia dos grans parells d'ullals que creixien cap als costats i es corbaven cap amunt. Basant-se en el patró nuós i complicat de les molars, es considera que Metridiochoerus era omnívor.